# Verwachtingstheorie
De verwachtingstheorie van Victor Vroom is een wetenschappelijke theorie over motivatie. Volgens de verwachtingstheorie hangt de sterkte van motivatie voor een handeling af van drie factoren: verwachting, instrumentaliteit en valentie. Als mensen de keuze hebben tussen verschillende handelingsopties, zullen zij kiezen voor de optie met de grootste motivatiesterkte. De theorie is met name geënt op motivatie binnen werkomgevingen.
De motivatiesterkte is middels een formule te berekenen:
motivatiesterkte = verwachting * instrumentaliteit * valentie
De verschillende factoren zijn:
- Verwachting (expectancy) is de inschatting dat een inspanning zal leiden tot een goede prestatie. Hierbij zijn de eigen beleving van de moeilijkheidsgraad van de inspanning, de eigen beleving over de eigen effectiviteit (zelfeffectiviteit) en de eigen waargenomen controle op de uitkomst belangrijk.
- Instrumentaliteit (instrumentality) is de verwachting dat een goede prestatie zal leiden tot de gewenste uitkomsten. Als de uitkomst een externe beloning is, is het vertrouwen in het daadwerkelijk ontvangen van deze beloning een belangrijk deel van het gevoel van instrumentaliteit.
- Valentie (valence) is de waarde die de uitkomst voor een persoon heeft, gebaseerd op de eigen basisbehoeften.[1]

## Onderliggende aannames
De onderliggende aanname bij Vrooms verwachtingstheorie is dat gedrag voortkomt uit een bewuste keuze tussen alternatieven, waarbij wordt geprobeerd het plezier te maximaliseren en de pijn te minimaliseren. Vroom stelde dat de relatie tussen doelen van mensen ten aanzien van het werk en het gedrag dat ze op het werk vertonen, niet zo eenvoudig was als eerder verondersteld door andere wetenschappers. Tussen doelen en gedrag staan volgens Vroom allerlei individuele factoren als persoonlijkheid, kennis, vaardigheden, ervaring en de verwachtingen over de eigen capaciteiten. 
Vroom stelt in zijn verwachtingstheorie dat de overtuigingen van een werknemer met betrekking tot deze drie factoren psychologisch op elkaar in werken. Op deze wijze creëren zij een motiverende kracht, die de werknemer op een bepaalde manier doen handelen, zodanig dat het handelen plezier geeft en pijn vermijdt.

## Toepassing in een werkomgeving
Om medewerkers daadwerkelijk te motiveren is het volgens Vroom noodzakelijk dat ze geloven dat:
- er een positieve samenhang is tussen inspanning en prestatie;
- een gunstige prestatie zal resulteren in een gewenste beloning;
- de beloning een belangrijke behoefte tevreden zal stellen;
- de wens om de behoefte tevreden te stellen is groot genoeg om het de moeite waard te maken.

De formule kan volgens Vroom zowel descriptief (beschrijvend) als prescriptief (voorspellend) worden gebruikt voor factoren als arbeidstevredenheid, beroepskeuze, de waarschijnlijkheid de baan te houden en de te verwachten inspanningen op het werk.
De theorie heeft de volgende implicaties voor de werkvloer:
- Het management moet ontdekken welke middelen, opleiding of supervisie de werknemers nodig hebben (factor: verwachting).
- Het management moet ervoor zorgen dat beloften van beloningen nagekomen worden en dat werknemers zich daarvan bewust zijn (factor: instrumentaliteit).
- Het management moet ontdekken wat werknemers waarderen (factor: valentie).

Dit artikel of een eerdere versie ervan is een (gedeeltelijke) vertaling van het artikel Victor Vroom op de Engelstalige Wikipedia, dat onder de licentie Creative Commons Naamsvermelding/Gelijk delen valt. Zie de bewerkingsgeschiedenis aldaar.